# 16e étape du Tour d'Espagne 2013
La 16e étape du Tour d'Espagne 2013 s'est déroulée le lundi 9 septembre 2013, entre Graus et Sallent de Gállego sur une distance de 146,8 km.

## Résultats

### Classement de l'étape
| Classement de la 16e étape | Classement de la 16e étape | Classement de la 16e étape | Classement de la 16e étape | Classement de la 16e étape |
|                            | Coureur                    | Pays                       | Équipe                     | Temps                      |
| -------------------------- | -------------------------- | -------------------------- | -------------------------- | -------------------------- |
| 1er                        | Warren Barguil             | France                     | Argos-Shimano              | en 3 h 43 min 31 s         |
| 2e                         | Rigoberto Urán             | Colombie                   | Sky                        | + 0 s                      |
| 3e                         | Bartosz Huzarski           | Pologne                    | NetApp-Endura              | + 3 s                      |
| 4e                         | Dominik Nerz               | Allemagne                  | BMC Racing                 | + 8 s                      |
| 5e                         | José Herrada               | Espagne                    | Movistar                   | + 20 s                     |
| 6e                         | Mikaël Cherel              | France                     | AG2R La Mondiale           | + 37 s                     |
| 7e                         | Maciej Paterski            | Pologne                    | Cannondale                 | + 37 s                     |
| 8e                         | André Cardoso              | Portugal                   | Caja Rural-Seguros RGA     | + 40 s                     |
| 9e                         | Amets Txurruka             | Espagne                    | Caja Rural-Seguros RGA     | + 42 s                     |
| 10e                        | Chris Anker Sørensen       | Danemark                   | Saxo-Tinkoff               | + 45 s                     |
| modifier                   |                            |                            |                            |                            |

### Points attribués
| Sprint intermédiaire de Boltaña (km 53) | Sprint intermédiaire de Boltaña (km 53) | Sprint intermédiaire de Boltaña (km 53) | Sprint intermédiaire de Boltaña (km 53) | Sprint intermédiaire de Boltaña (km 53) |
| --------------------------------------- | --------------------------------------- | --------------------------------------- | --------------------------------------- | --------------------------------------- |
|                                         | Coureur                                 | Pays                                    | Équipe                                  | Point(s)                                |
| 1er                                     | Alejandro Valverde                      | Espagne                                 | Movistar                                | 4                                       |
| 2e                                      | Andriy Grivko                           | Ukraine                                 | Astana                                  | 2                                       |
| 3e                                      | Rinaldo Nocentini                       | Italie                                  | AG2R La Mondiale                        | 1                                       |
| modifier                                |                                         |                                         |                                         |                                         |

| Sprint intermédiaire de Biescas (km 114,4) | Sprint intermédiaire de Biescas (km 114,4) | Sprint intermédiaire de Biescas (km 114,4) | Sprint intermédiaire de Biescas (km 114,4) | Sprint intermédiaire de Biescas (km 114,4) |
| ------------------------------------------ | ------------------------------------------ | ------------------------------------------ | ------------------------------------------ | ------------------------------------------ |
|                                            | Coureur                                    | Pays                                       | Équipe                                     | Point(s)                                   |
| 1er                                        | Martin Kohler                              | Suisse                                     | BMC Racing                                 | 4                                          |
| 2e                                         | Chris Anker Sørensen                       | Danemark                                   | Saxo-Tinkoff                               | 2                                          |
| 3e                                         | Sylwester Szmyd                            | Pologne                                    | NetApp-Endura                              | 1                                          |
| modifier                                   |                                            |                                            |                                            |                                            |

| \| Classement de l'étape \| Classement de l'étape \| Classement de l'étape \| Classement de l'étape \| Classement de l'étape \| \| --------------------- \| --------------------- \| --------------------- \| ---------------------- \| --------------------- \| \| \| Coureur \| Pays \| Équipe \| Point(s) \| \| 1er \| Warren Barguil \| France \| Argos-Shimano \| 25 \| \| 2e \| Rigoberto Urán \| Colombie \| Sky \| 20 \| \| 3e \| Bartosz Huzarski \| Pologne \| NetApp-Endura \| 16 \| \| 4e \| Dominik Nerz \| Allemagne \| BMC Racing \| 14 \| \| 5e \| José Herrada \| Espagne \| Movistar \| 12 \| \| 6e \| Mikaël Cherel \| France \| AG2R La Mondiale \| 10 \| \| 7e \| Maciej Paterski \| Pologne \| Cannondale \| 9 \| \| 8e \| André Cardoso \| Portugal \| Caja Rural-Seguros RGA \| 8 \| \| 9e \| Amets Txurruka \| Espagne \| Caja Rural-Seguros RGA \| 7 \| \| 10e \| Chris Anker Sørensen \| Danemark \| Saxo-Tinkoff \| 6 \| \| 11e \| Juan Antonio Flecha \| Espagne \| Vacansoleil-DCM \| 5 \| \| 12e \| Ben Gastauer \| Luxembourg \| AG2R La Mondiale \| 4 \| \| 13e \| Luis Ángel Maté \| Espagne \| Cofidis \| 3 \| \| 14e \| Egoi Martínez \| Espagne \| Euskaltel Euskadi \| 2 \| \| modifier \| \| \| \| \| |                      |            |                        |          |
| Classement de l'étape |                      |            |                        |          |
| | Coureur              | Pays       | Équipe                 | Point(s) |
| 1er | Warren Barguil       | France     | Argos-Shimano          | 25       |
| 2e | Rigoberto Urán       | Colombie   | Sky                    | 20       |
| 3e | Bartosz Huzarski     | Pologne    | NetApp-Endura          | 16       |
| 4e | Dominik Nerz         | Allemagne  | BMC Racing             | 14       |
| 5e | José Herrada         | Espagne    | Movistar               | 12       |
| 6e | Mikaël Cherel        | France     | AG2R La Mondiale       | 10       |
| 7e | Maciej Paterski      | Pologne    | Cannondale             | 9        |
| 8e | André Cardoso        | Portugal   | Caja Rural-Seguros RGA | 8        |
| 9e | Amets Txurruka       | Espagne    | Caja Rural-Seguros RGA | 7        |
| 10e | Chris Anker Sørensen | Danemark   | Saxo-Tinkoff           | 6        |
| 11e | Juan Antonio Flecha  | Espagne    | Vacansoleil-DCM        | 5        |
| 12e | Ben Gastauer         | Luxembourg | AG2R La Mondiale       | 4        |
| 13e | Luis Ángel Maté      | Espagne    | Cofidis                | 3        |
| 14e | Egoi Martínez        | Espagne    | Euskaltel Euskadi      | 2        |
| modifier |                      |            |                        |          |

### Cols et côtes
| Puerto de Foradada (km 26) 3e catégorie | Puerto de Foradada (km 26) 3e catégorie | Puerto de Foradada (km 26) 3e catégorie | Puerto de Foradada (km 26) 3e catégorie | Puerto de Foradada (km 26) 3e catégorie |
| --------------------------------------- | --------------------------------------- | --------------------------------------- | --------------------------------------- | --------------------------------------- |
|                                         | Coureur                                 | Pays                                    | Équipe                                  | Point(s)                                |
| 1er                                     | Nicolas Edet                            | France                                  | Cofidis                                 | 3                                       |
| 2e                                      | Adam Hansen                             | Australie                               | Lotto-Belisol                           | 2                                       |
| 3e                                      | Juan José Oroz                          | Espagne                                 | Euskaltel Euskadi                       | 1                                       |
| modifier                                |                                         |                                         |                                         |                                         |

| Puerto de Cotefablo (km 100) 2e catégorie | Puerto de Cotefablo (km 100) 2e catégorie | Puerto de Cotefablo (km 100) 2e catégorie | Puerto de Cotefablo (km 100) 2e catégorie | Puerto de Cotefablo (km 100) 2e catégorie |
| ----------------------------------------- | ----------------------------------------- | ----------------------------------------- | ----------------------------------------- | ----------------------------------------- |
|                                           | Coureur                                   | Pays                                      | Équipe                                    | Point(s)                                  |
| 1er                                       | Nico Sijmens                              | Belgique                                  | Cofidis                                   | 5                                         |
| 2e                                        | Amets Txurruka                            | Espagne                                   | Caja Rural-Seguros RGA                    | 3                                         |
| 3e                                        | Egoi Martínez                             | Espagne                                   | Euskaltel Euskadi                         | 1                                         |
| modifier                                  |                                           |                                           |                                           |                                           |

| \| Aramón Formigal (km 147) 1re catégorie \| Aramón Formigal (km 147) 1re catégorie \| Aramón Formigal (km 147) 1re catégorie \| Aramón Formigal (km 147) 1re catégorie \| Aramón Formigal (km 147) 1re catégorie \| \| -------------------------------------- \| -------------------------------------- \| -------------------------------------- \| -------------------------------------- \| -------------------------------------- \| \| \| Coureur \| Pays \| Équipe \| Point(s) \| \| 1er \| Warren Barguil \| France \| Argos-Shimano \| 10 \| \| 2e \| Rigoberto Urán \| Colombie \| Sky \| 6 \| \| 3e \| Bartosz Huzarski \| Pologne \| NetApp-Endura \| 4 \| \| 4e \| Dominik Nerz \| Allemagne \| BMC Racing \| 2 \| \| 5e \| José Herrada \| Espagne \| Movistar \| 1 \| \| modifier \| \| \| \| \| |                  |           |               |          |
| Aramón Formigal (km 147) 1re catégorie |                  |           |               |          |
| | Coureur          | Pays      | Équipe        | Point(s) |
| 1er | Warren Barguil   | France    | Argos-Shimano | 10       |
| 2e | Rigoberto Urán   | Colombie  | Sky           | 6        |
| 3e | Bartosz Huzarski | Pologne   | NetApp-Endura | 4        |
| 4e | Dominik Nerz     | Allemagne | BMC Racing    | 2        |
| 5e | José Herrada     | Espagne   | Movistar      | 1        |
| modifier |                  |           |               |          |

## Classements à l'issue de l'étape

### Classement général
| Classement général | Classement général | Classement général | Classement général | Classement général |
|                    | Coureur            | Pays               | Équipe             | Temps              |
| ------------------ | ------------------ | ------------------ | ------------------ | ------------------ |
| 1er                | Vincenzo Nibali    | Italie             | Astana             | en 64 h 6 min 1 s  |
| 2e                 | Christopher Horner | États-Unis         | RadioShack-Leopard | + 28 s             |
| 3e                 | Alejandro Valverde | Espagne            | Movistar           | + 1 min 14 s       |
| 4e                 | Joaquim Rodríguez  | Espagne            | Katusha            | + 2 min 29 s       |
| 5e                 | Domenico Pozzovivo | Italie             | AG2R La Mondiale   | + 3 min 38 s       |
| 6e                 | Nicolas Roche      | Irlande            | Saxo-Tinkoff       | + 3 min 43 s       |
| 7e                 | Thibaut Pinot      | France             | FDJ.fr             | + 4 min 37 s       |
| 8e                 | Leopold König      | Tchéquie           | NetApp-Endura      | + 6 min 17 s       |
| 9e                 | Samuel Sánchez     | Espagne            | Euskaltel Euskadi  | + 7 min 33 s       |
| 10e                | Tanel Kangert      | Estonie            | Astana             | + 9 min 21 s       |
| modifier           |                    |                    |                    |                    |

### Classement par points
| Classement par points | Classement par points | Classement par points | Classement par points | Classement par points |
| --------------------- | --------------------- | --------------------- | --------------------- | --------------------- |
|                       | Coureur               | Pays                  | Équipe                | Point(s)              |
| 1er                   | Alejandro Valverde    | Espagne               | Movistar              | 118 points            |
| 2e                    | Nicolas Roche         | Irlande               | Katusha               | 105 pts               |
| 3e                    | Daniel Moreno         | Espagne               | Saxo-Tinkoff          | 98 pts                |
| modifier              |                       |                       |                       |                       |

### Classement du meilleur grimpeur
| Classement du meilleur grimpeur | Classement du meilleur grimpeur | Classement du meilleur grimpeur | Classement du meilleur grimpeur | Classement du meilleur grimpeur |
| ------------------------------- | ------------------------------- | ------------------------------- | ------------------------------- | ------------------------------- |
|                                 | Coureur                         | Pays                            | Équipe                          | Point(s)                        |
| 1er                             | Nicolas Edet                    | France                          | Cofidis                         | 36 points                       |
| 2e                              | Daniele Ratto                   | Italie                          | Cannondale                      | 30 pts                          |
| 3e                              | Christopher Horner              | États-Unis                      | RadioShack-Leopard              | 22 pts                          |
| modifier                        |                                 |                                 |                                 |                                 |

### Classement du combiné
| Classement du combiné | Classement du combiné | Classement du combiné | Classement du combiné | Classement du combiné |
| --------------------- | --------------------- | --------------------- | --------------------- | --------------------- |
|                       | Coureur               | Pays                  | Équipe                | Point(s)              |
| 1er                   | Christopher Horner    | États-Unis            | RadioShack-Leopard    | 9 points              |
| 2e                    | Vincenzo Nibali       | Italie                | Astana                | 13 pts                |
| 3e                    | Nicolas Roche         | Irlande               | Saxo-Tinkoff          | 13 pts                |
| modifier              |                       |                       |                       |                       |

### Classement par équipes
| Classement par équipes | Classement par équipes | Classement par équipes | Classement par équipes |
|                        | Équipe                 | Pays                   | Temps                  |
| ---------------------- | ---------------------- | ---------------------- | ---------------------- |
| 1re                    | Euskaltel Euskadi      | Espagne                | en 191 h 46 min 16 s   |
| 2e                     | Astana                 | Kazakhstan             | + 1 min 7 s            |
| 3e                     | Movistar               | Espagne                | + 1 min 26 s           |
| modifier               |                        |                        |                        |